# Leichtathletik-Weltmeisterschaften 2019/Kugelstoßen der Frauen

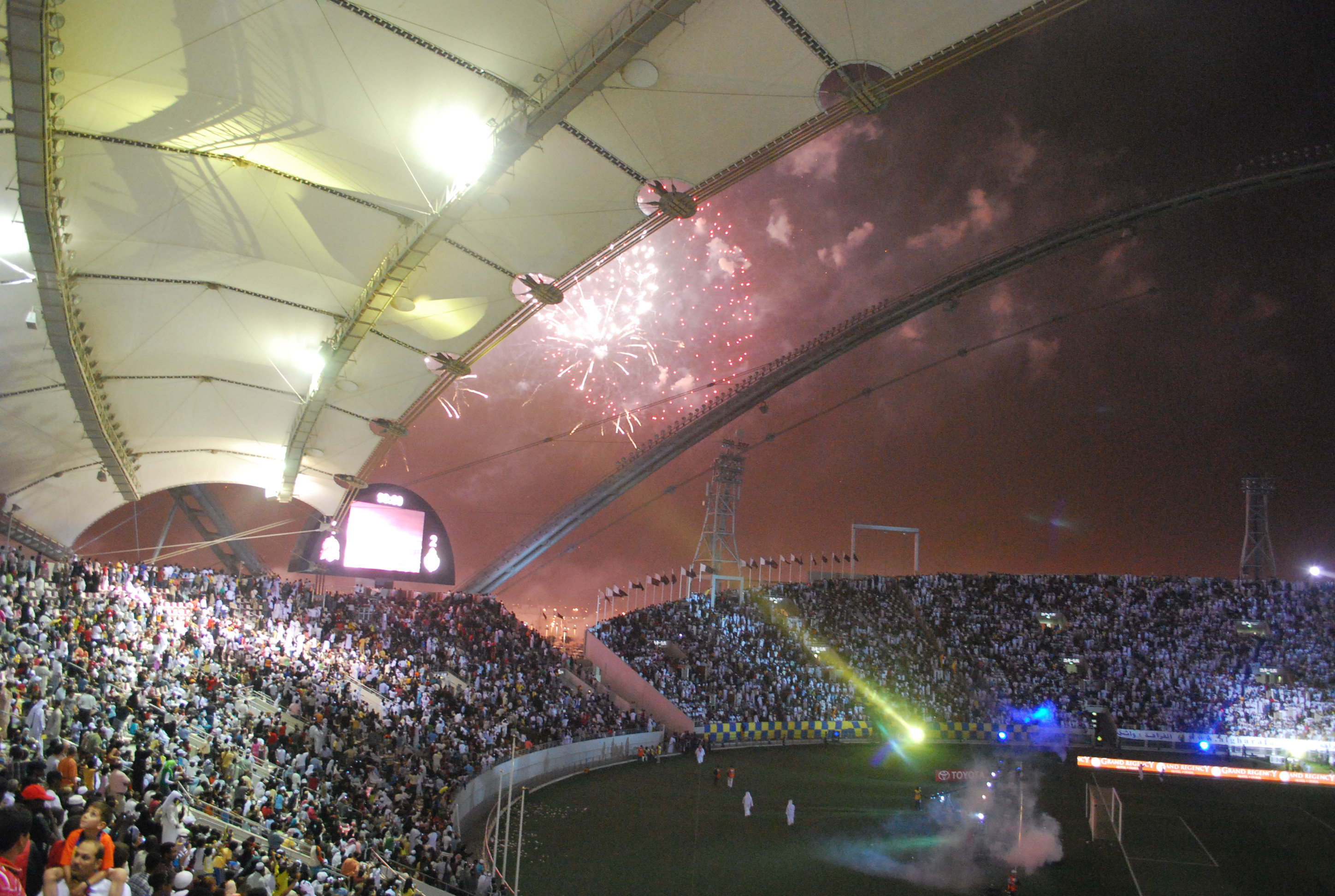
Das Khalifa International Stadium während des Emir Cups im Jahr 2009

Das Kugelstoßen der Frauen bei den Leichtathletik-Weltmeisterschaften 2019 fand am 2. und 3. Oktober 2019 im Khalifa International Stadium der katarischen Hauptstadt Doha statt.
27 Athletinnen aus 18 Ländern nahmen an dem Wettbewerb teil.
Weltmeisterin wurde die chinesische Titelverteidigerin, Vizeweltmeisterin von 2015, dreifache WM-Dritte (2009/2011/2013) und zweifache Asienmeisterin (2009/2019) Gong Lijiao mit 19,55 m.

Silber ging mit 19,47 m an Danniel Thomas-Dodd aus Jamaika.

Die Bronzemedaille sicherte sich die deutsche Weltmeisterin von 2015, Vizeweltmeisterin von 2013, zweifache Europameisterin (2014/2016) und Vizeeuropameisterin von 2018 Christina Schwanitz mit 19,17 m.

## Rekorde
Vor dem Wettbewerb galten folgende Rekorde:
| Weltrekord | Natalja Lissowskaja | 22,63 m | Moskau, Sowjetunion (heute Russland) | 7. Juni 1987      |
| WM-Rekord  | Natalja Lissowskaja | 21,24 m | WM 1987 in Rom, Italien              | 5. September 1987 |
| WM-Rekord  | Valerie Adams       | 21,24 m | WM 2011 in Daegu, Südkorea           | 29. August 2011   |

Der bestehende WM-Rekord wurde bei diesen Weltmeisterschaften nicht eingestellt und nicht verbessert.

## Legende
Kurze Übersicht zur Bedeutung der Symbolik – so üblicherweise auch in sonstigen Veröffentlichungen verwendet:
| – | verzichtet |
| x | ungültig   |

## Qualifikation
2. Oktober 2019, 16:45 Uhr Ortszeit (15:45 Uhr MESZ)
27 Teilnehmerinnen traten in zwei Gruppen zur Qualifikationsrunde an. Die Qualifikationsweite für den direkten Finaleinzug betrug 18,40 m. Neun Athletinnen übertrafen diese Marke (hellblau unterlegt). Um auf die vorgesehene Mindestzahl von zwölf Wettbewerberinnen im Finale zu kommen, wurde das Finalfeld mit den drei nächstplatzierten Sportlerinnen auf zwölf Stoßerinnen aufgefüllt (hellgrün unterlegt). So mussten schließlich 18,04 m für die Finalteilnahme erbracht werden.

### Gruppe A

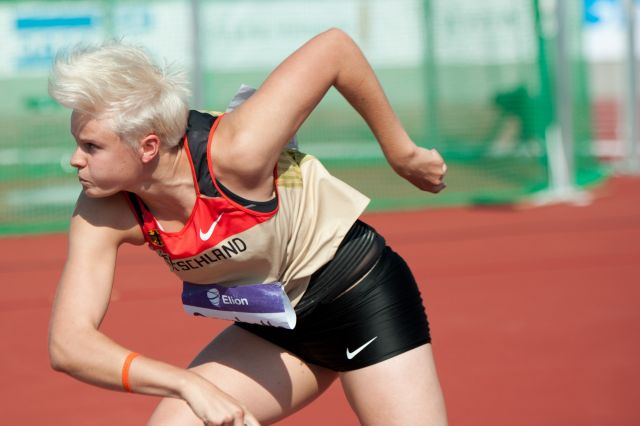
Sara Gambetta – ausgeschieden als Achte mit 18,01 m

| Platz | Athletin            | Land                | 1. Versuch | 2. Versuch | 3. Versuch | Weite (m) |
| ----- | ------------------- | ------------------- | ---------- | ---------- | ---------- | --------- |
| 1     | Danniel Thomas-Dodd | Jamaika             | 17,60      | 18,06      | 19,32      | 19,32     |
| 2     | Michelle Carter     | USA                 | 18,85      | –          | –          | 18,85 SB  |
| 3     | Sophie McKinna      | Großbritannien      | 17,74      | 18,05      | 18,61      | 18,61 SB  |
| 4     | Aljona Dubizkaja    | Belarus             | 18,51      | –          | –          | 18,51     |
| 5     | Chase Ealey         | USA                 | 17,90      | x          | 18,35      | 18,35     |
| 6     | Brittany Crew       | Kanada              | 17,35      | 18,30      | 18,24      | 18,30     |
| 7     | Paulina Guba        | Polen               | 17,36      | 18,04      | x          | 18,04     |
| 8     | Sara Gambetta       | Deutschland         | 17,59      | 18,01      | 17,41      | 18,01     |
| 9     | Zhang Linru         | Volksrepublik China | x          | 17,06      | 17,65      | 17,65     |
| 10    | Portious Warren     | Trinidad und Tobago | 17,43      | 17,46      | x          | 17,46     |
| 11    | Geisa Arcanjo       | Brasilien           | 17,30      | x          | 17,45      | 17,45     |
| 12    | Song Jiayuan        | Volksrepublik China | 15,14      | 17,10      | 17,24      | 17,24     |
| 13    | Oyesade Olatoye     | Nigeria             | 16,97      | x          | x          | 16,97     |
| 14    | Ahymará Espinoza    | Venezuela           | x          | 16,89      | x          | 16,89     |

### Gruppe B
| Platz | Athletin            | Land                | 1. Versuch | 2. Versuch | 3. Versuch | Weite (m) |
| ----- | ------------------- | ------------------- | ---------- | ---------- | ---------- | --------- |
| 1     | Magdalyn Ewen       | USA                 | 19,21      | –          | –          | 19,21     |
| 2     | Gong Lijiao         | Volksrepublik China | 18,96      | –          | –          | 18,96     |
| 3     | Dimitriana Surdu    | Moldau              | 18,71      | –          | –          | 18,71 SB  |
| 4     | Christina Schwanitz | Deutschland         | 18,52      | –          | –          | 18,52     |
| 5     | Anita Márton        | Ungarn              | 18,29      | 18,44      | –          | 18,44     |
| 6     | Fanny Roos          | Schweden            | x          | 18,01      | 17,39      | 18,01     |
| 7     | Klaudia Kardasz     | Polen               | x          | 16,86      | 17,79      | 17,79     |
| 8     | Emel Dereli         | Türkei              | 16,51      | x          | 17,71      | 17,71     |
| 9     | Alena Passetschnik  | Belarus             | 17,55      | x          | 17,42      | 17,55     |
| 10    | Alina Kenzel        | Deutschland         | 16,58      | 17,46      | 17,42      | 17,46     |
| 11    | Noora Salem Jasim   | Bahrain             | 17,36      | x          | 16,83      | 17,36     |
| 12    | Sarah Mitton        | Kanada              | 16,24      | x          | 17,24      | 17,24     |
| 13    | Maddison-Lee Wesche | Neuseeland          | 16,55      | 17,22      | x          | 17,22     |

In Qualifikationsgruppe B ausgeschiedene Kugelstoßerinnen:

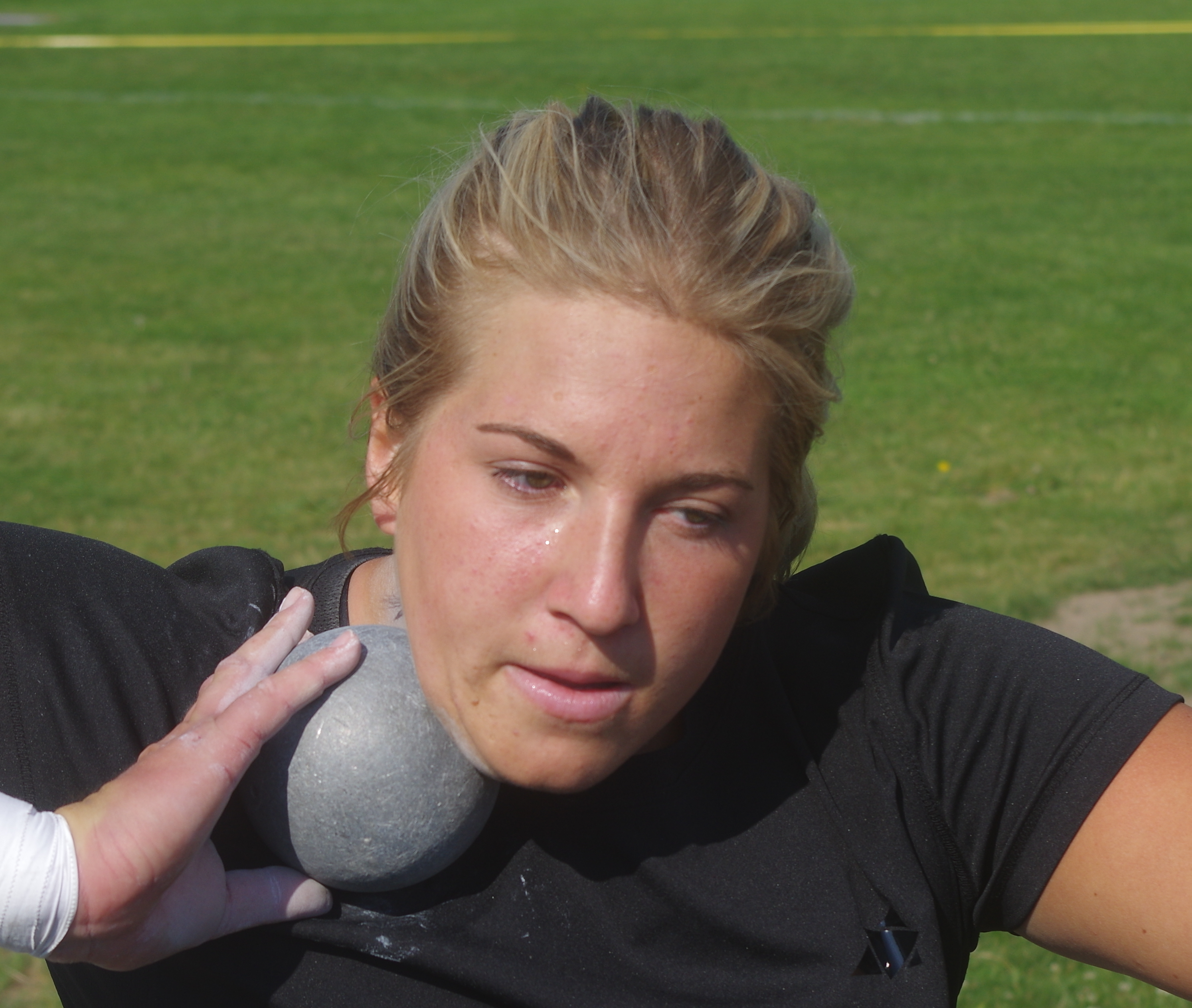
Fanny Roos Rang sechs mit 18,01 m
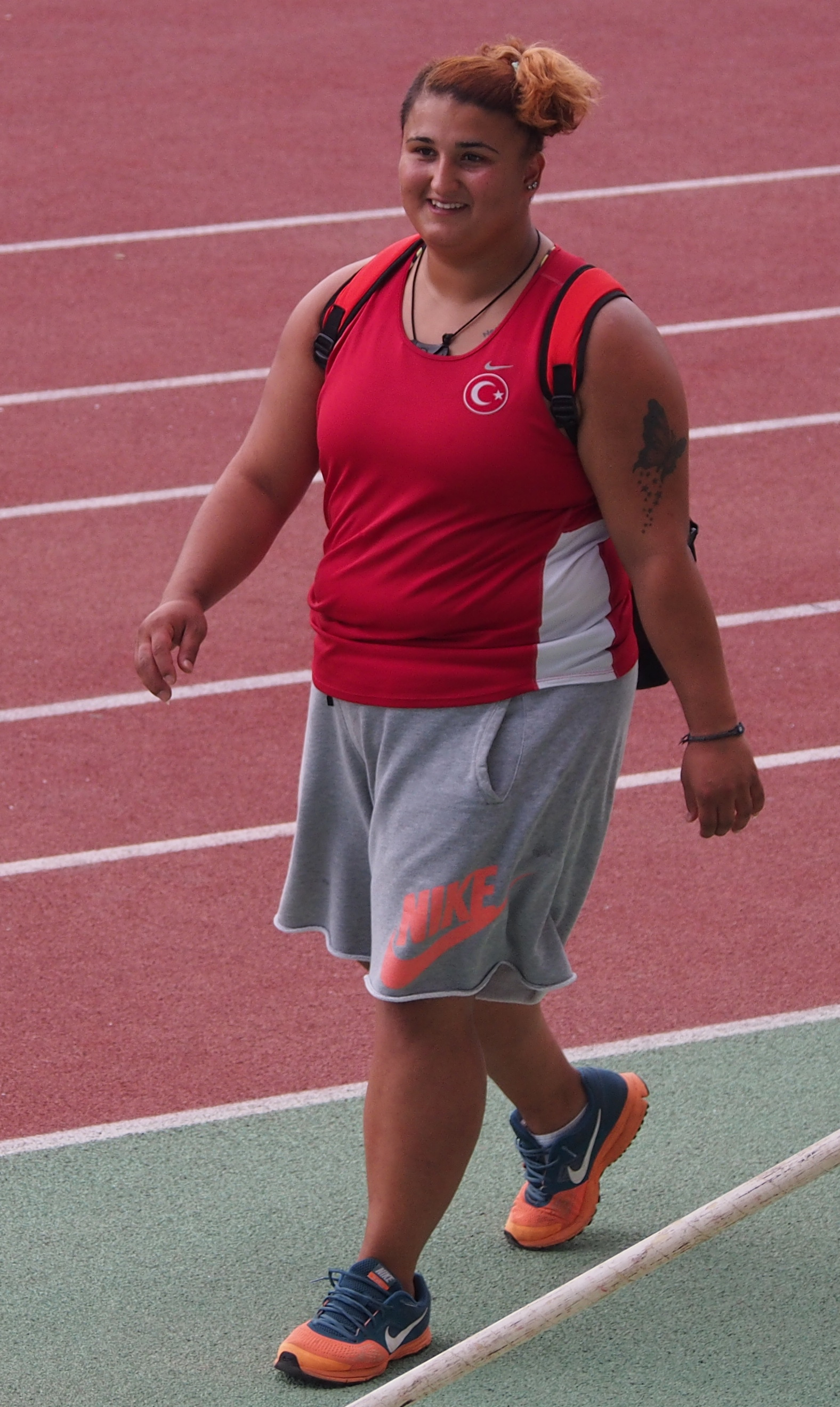
Emel Dereli Rang acht mit 17,71 m
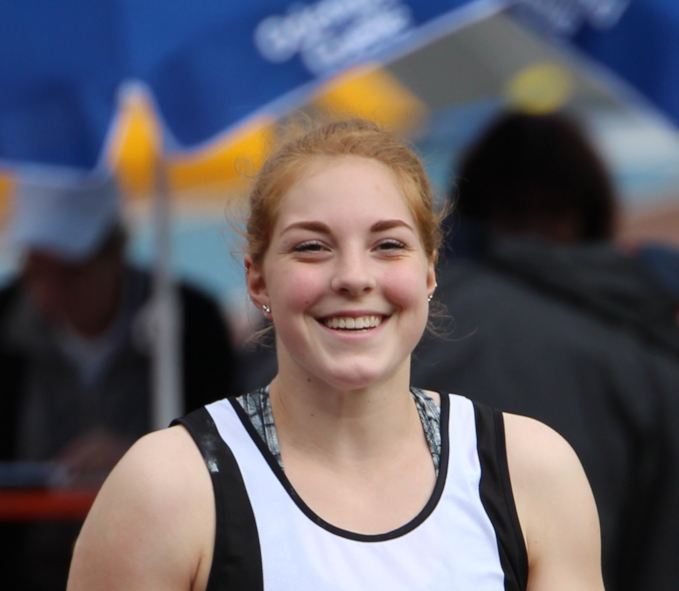
Alina Kenzel Rang zehn mit 17,46 m

## Finale
3. Oktober 2019, 22:35 Uhr Ortszeit (21:35 Uhr MESZ)
| Platz | Athletin            | Land                | 1. Versuch | 2. Versuch | 3. Versuch | 4. Versuch                                  | 5. Versuch                                  | 6. Versuch                                  | Weite (m) |
| ----- | ------------------- | ------------------- | ---------- | ---------- | ---------- | ------------------------------------------- | ------------------------------------------- | ------------------------------------------- | --------- |
|       | Gong Lijiao         | Volksrepublik China | 19,07      | 19,42      | 19,21      | 19,55                                       | x                                           | x                                           | 19,55     |
|       | Danniel Thomas-Dodd | Jamaika             | 18,97      | 19,02      | 19,36      | 19,05                                       | x                                           | 19,47                                       | 19,47     |
|       | Christina Schwanitz | Deutschland         | 18,61      | 18,87      | 18,68      | 18,67                                       | 19,17                                       | 18,44                                       | 19,17     |
| 4     | Magdalyn Ewen       | USA                 | 18,04      | 18,48      | 18,79      | 18,91                                       | 18,93                                       | x                                           | 18,93     |
| 5     | Anita Márton        | Ungarn              | 18,75      | 18,41      | 18,37      | 18,28                                       | 18,18                                       | 18,86                                       | 18,86     |
| 6     | Aljona Dubizkaja    | Belarus             | 18,66      | 18,48      | 18,86      | 18,36                                       | 18,58                                       | 18,55                                       | 18,86     |
| 7     | Chase Ealey         | USA                 | 18,70      | 18,25      | x          | x                                           | 18,82                                       | 18,61                                       | 18,82     |
| 8     | Brittany Crew       | Kanada              | 18,46      | 18,18      | x          | 18,55                                       | 18,40                                       | 17,46                                       | 18,55     |
| 9     | Michelle Carter     | USA                 | 18,32      | 18,31      | 18,41      | nicht im Finale der besten acht Stoßerinnen | nicht im Finale der besten acht Stoßerinnen | nicht im Finale der besten acht Stoßerinnen | 18,41     |
| 10    | Paulina Guba        | Polen               | 18,02      | 17,97      |            | nicht im Finale der besten acht Stoßerinnen | nicht im Finale der besten acht Stoßerinnen | nicht im Finale der besten acht Stoßerinnen | 18,02     |
| 11    | Sophie McKinna      | Großbritannien      | 17,99      | 17,85      | 17,68      | nicht im Finale der besten acht Stoßerinnen | nicht im Finale der besten acht Stoßerinnen | nicht im Finale der besten acht Stoßerinnen | 17,99     |
| 12    | Dimitriana Surdu    | Moldau              | 17,64      | 17,45      | x          | nicht im Finale der besten acht Stoßerinnen | nicht im Finale der besten acht Stoßerinnen | nicht im Finale der besten acht Stoßerinnen | 17,64     |

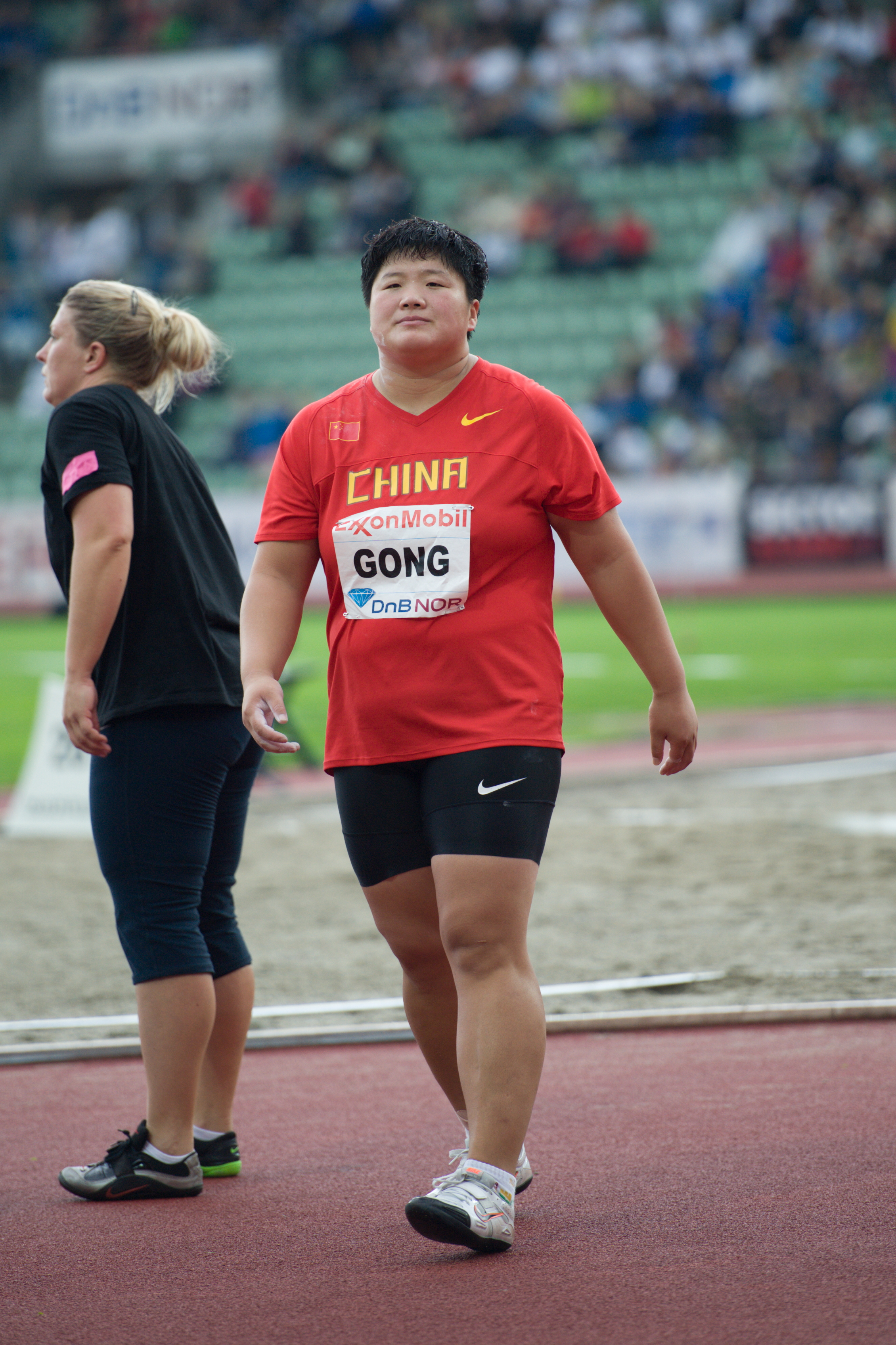
Gong Lijiao verteidigte ihren Titel mit knappem Vorsprung
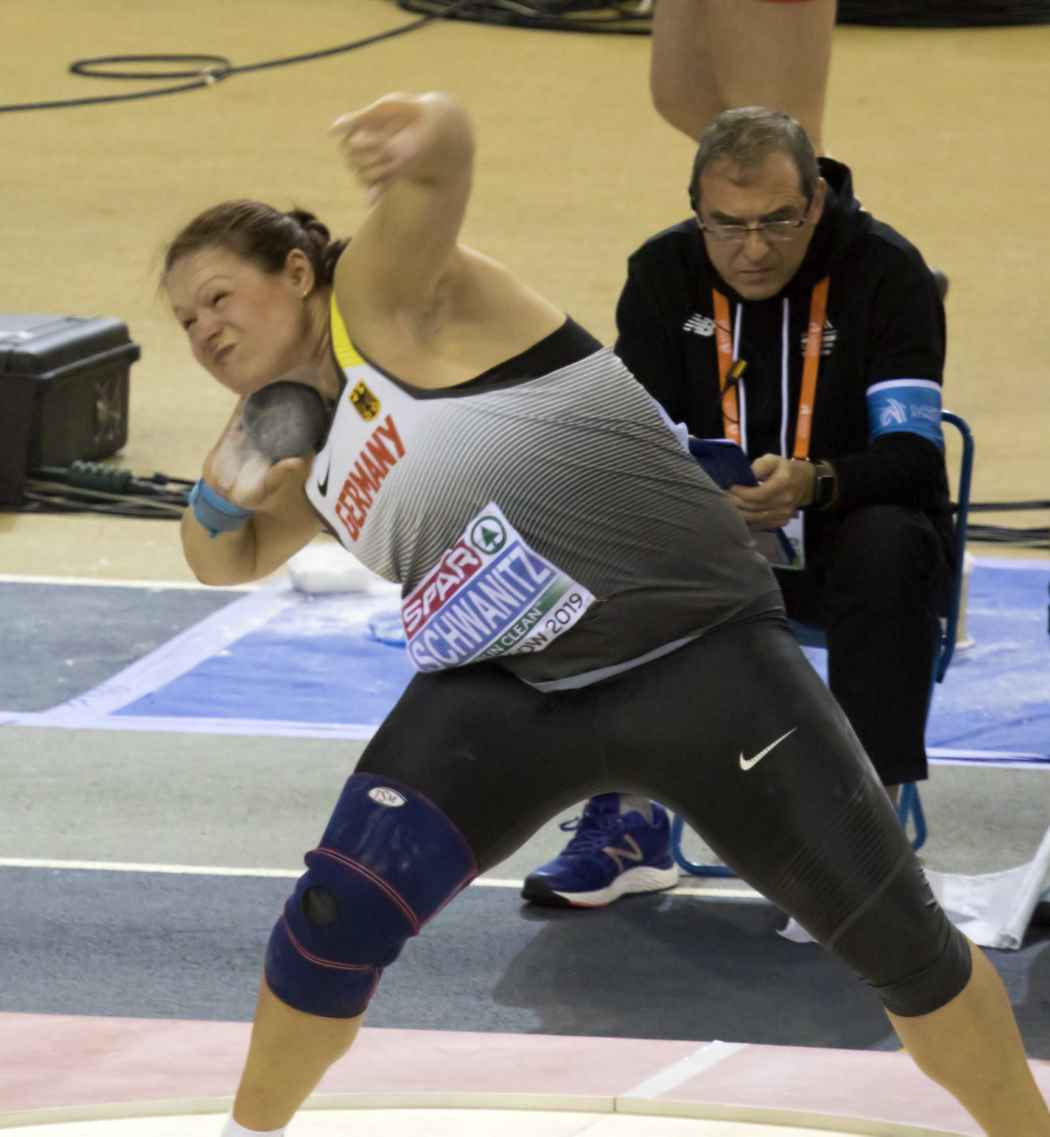
Bronzemedaillengewinnerin Christina Schwanitz

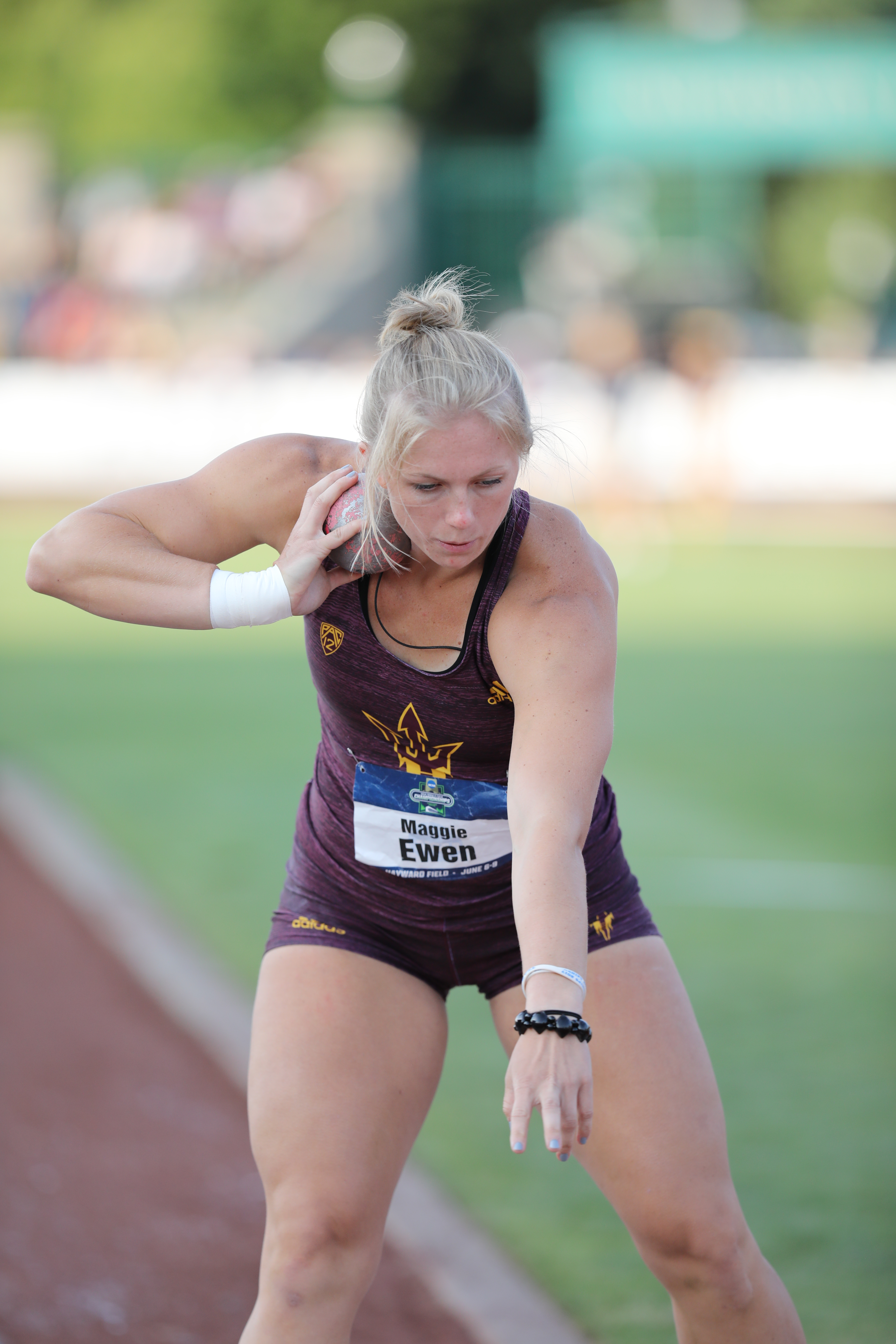
Rang vier für Magdalyn Ewen
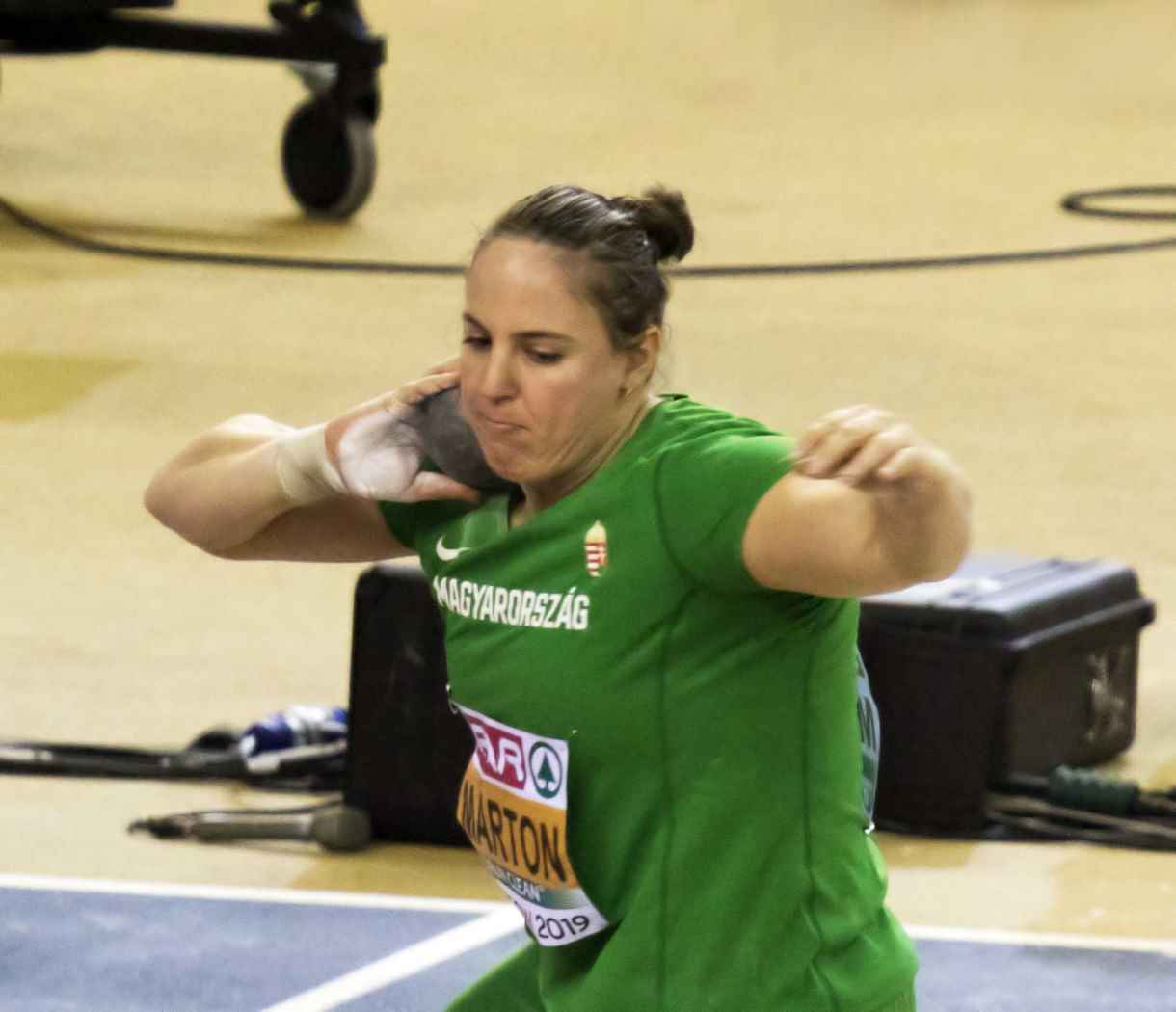
Anita Márton belegte Rang fünf
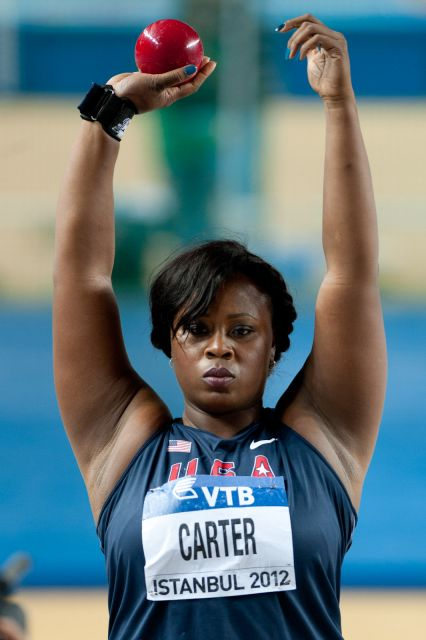
Michelle Carter – 2015 und 2017 jeweils mit WM-Bronze dekoriert – kam auf den neunten Platz

## Video
- Women's Shot Put Final | World Athletics Championships Doha 2019, youtube.com, abgerufen am 25. März 2021